# Usnea nidulans
Usnea nidulans är en lavart som beskrevs av Motyka. Usnea nidulans ingår i släktet Usnea och familjen Parmeliaceae.   Inga underarter finns listade i Catalogue of Life.